# Apsilochorema rossi
Apsilochorema rossi är en nattsländeart som beskrevs av Douglas E. Kimmins 1957. Apsilochorema rossi ingår i släktet Apsilochorema och familjen Hydrobiosidae. Inga underarter finns listade i Catalogue of Life.